# Jiashan (köpinghuvudort i Kina, Hunan Sheng, lat 29,51, long 111,44)
Jiashan (kinesiska: Jiashan Zhen, 夹山镇) är en köpinghuvudort i Kina. Den ligger i provinsen Hunan, i den södra delen av landet, omkring 210 kilometer nordväst om provinshuvudstaden Changsha. Antalet invånare är 43 154. Befolkningen består av 21 405 kvinnor och 21 749 män. Barn under 15 år utgör 14,0 %, vuxna 15-64 år 75 %, och äldre över 65 år 10,0 %.
Runt Jiashan är det ganska tätbefolkat, med 179 invånare per kvadratkilometer. Närmaste större samhälle är Mengquan, 11,1 km söder om Jiashan. Trakten runt Jiashan består till största delen av jordbruksmark.
Genomsnittlig årsnederbörd är 1 751 millimeter. Den regnigaste månaden är maj, med i genomsnitt 282 mm nederbörd, och den torraste är december, med 30 mm nederbörd.